# كيفن زوكر
كيفن زوكر (بالإنجليزية: Kevin Zucker)‏ هو رسام أمريكي، ولد في 1976 في نيويورك في الولايات المتحدة.